# Le Secret des andrônes (roman)
Pour les articles homonymes, voir Le Secret des andrônes.
Le Secret des andrônes est un roman policier de Pierre Magnan paru en 1979. Le titre évoque l'androne, la rue en escalier typique de la Haute Provence.

## Résumé
Lors d'une soirée aux Nuits de la Citadelle à Sisteron, une jeune femme est tuée. Le commissaire Laviolette alors en convalescence et ayant assisté à la tragédie, se voit chargé de l'enquête par son chef  Combassive. Petit à petit les indices se dévoilent et entraînent Laviolette dans l'entourage de Rogeraine Gobert, héroïne locale de la Résistance. Mais déjà, d'autres jeunes femmes viennent à disparaître, toutes étant au service de Mme Gobert. Le temps passe mais les silences et les non-dits font merveille dans cette région, ce qui entrave l'enquête. Mais la persévérance de Laviolette l'entraîne sur une piste : et si ces meurtres n'étaient qu'une vengeance qui remonte à la Seconde Guerre mondiale ?
De fil en aiguille, les éléments se mettent en place, mais avec une part de hasard qui amène le commissaire chez Évangéline à Ribiers et lui permet enfin de trouver le fin mot de cette histoire.

## Adaptations à la télévision
- 1982 : Le Secret des andrônes, téléfilm français réalisé par Samuel Itzkowitch, avec Julien Guiomar, dans le rôle de Laviolette, Françoise Christophe et Catherine Rouvel
- 2012 : Le Secret des andrônes, épisode 4, saison 1, de la série télévisée française Les Enquêtes du commissaire Laviolette réalisé par Bruno Gantillon, avec Victor Lanoux, dans le rôle de Laviolette, Thibault de Montalembert et Annie Grégorio